# لیشتنهاین/برگبان
لیشتنهاین/برگبان (به آلمانی: Lichtenhain/Bergbahn) یک منطقهٔ مسکونی در آلمان است که در اوبروایسباخ/تورینگنروالد واقع شده‌است. لیشتنهاین/برگبان ۳۵۱ نفر جمعیت دارد.